# Komosaari
Komosaari är en halvö i Finland. Den ligger i sjön Pihlajavesi och i kommunen Ruokolax i den ekonomiska regionen  Imatra ekonomiska region  och landskapet Södra Karelen, i den södra delen av landet, 240 km nordost om huvudstaden Helsingfors.